# ديميتي

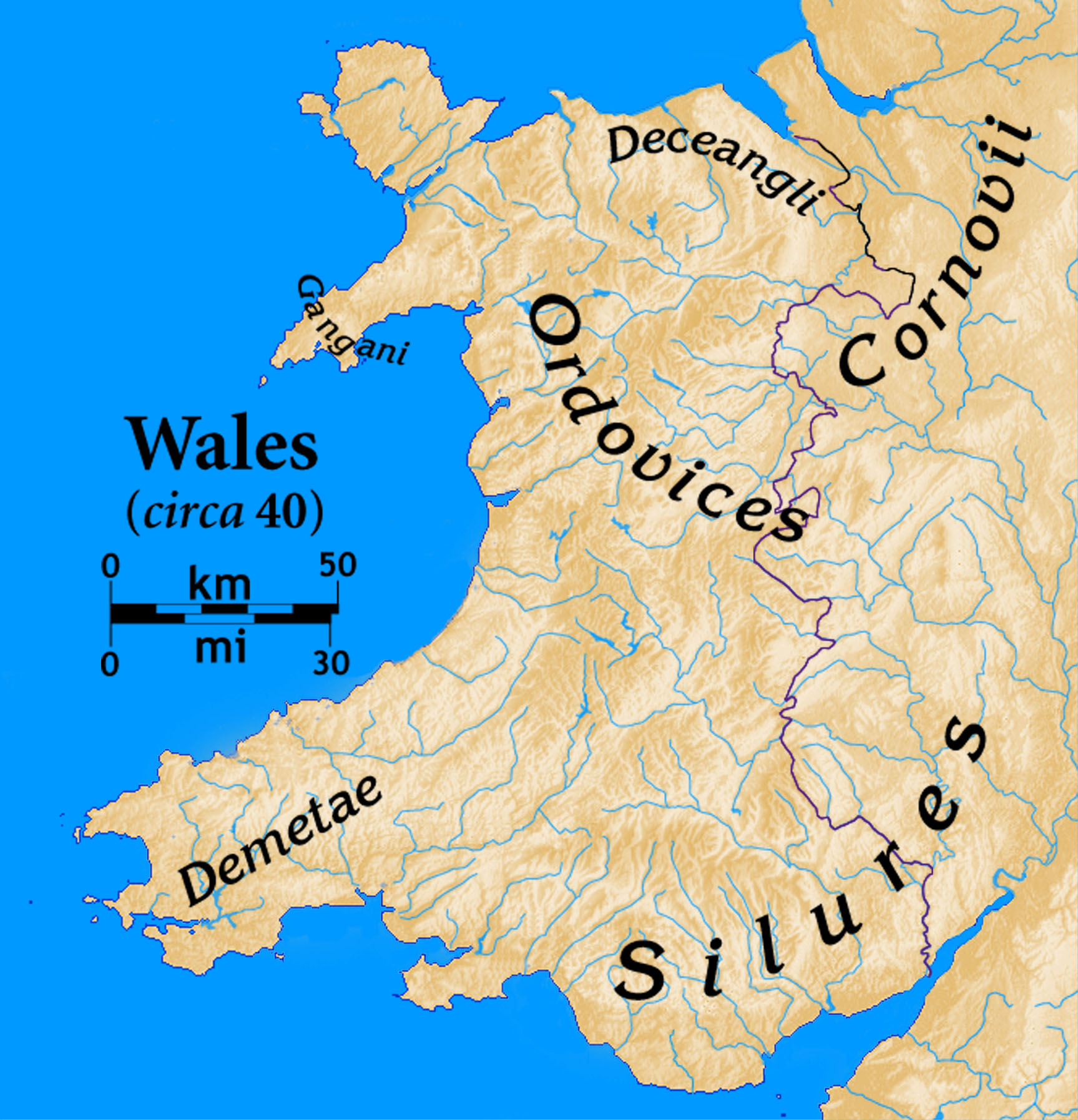
قبائل ويلز في وقت الغزو الروماني. كما يتم عرض الحدود الأنجلو ويلزية الحديثة ، لأغراض مرجعية

ديميتي تعتبر إحدى سكان سيلتيك في العصر الحديدي البريطاني الذين سكنو في جنوب غرب ويلز .